# Copa Libertadores da América de 2020
A Copa Libertadores da América de 2020, oficialmente CONMEBOL Libertadores 2020, foi a 61.ª edição da competição de futebol realizada anualmente pela Confederação Sul-Americana de Futebol (CONMEBOL). Participaram clubes das dez associações sul-americanas. 
Continuando com a disputa da final em jogo único como implementado na edição anterior, em 17 de outubro de 2019 a cidade do Rio de Janeiro foi escolhida como sede da final, na reunião do Conselho da CONMEBOL, em Luque no Paraguai, juntamente com a sede da final da Copa Sul-Americana de 2020. O palco foi o Estádio do Maracanã, que recebeu a segunda final de Libertadores de sua história.
O Palmeiras conquistou seu segundo título da competição, após vencer o Santos na final por 1–0, 21 anos após a conquista da edição de 1999. Com isso ganhou o direito de representar a CONMEBOL na Copa do Mundo de Clubes da FIFA de 2020 no Catar e de enfrentar o campeão da Copa Sul-Americana de 2020 na Recopa Sul-Americana de 2021. Também se classificou automaticamente para a fase de grupos da Copa Libertadores da América de 2021.

## Equipes classificadas
As seguintes 47 equipes das 10 federações filiadas à CONMEBOL se qualificaram para o torneio:
- Campeão da Copa Libertadores da América de 2019
- Campeão da Copa Sul-Americana de 2019
- Brasil: 7 vagas
- Argentina: 6 vagas
- Demais associações: 4 vagas cada

A fase de entrada é determinada da seguinte maneira:
- Fase de grupos: 28 equipes
  - Campeão da Copa Libertadores de 2019
  - Campeão da Copa Sul-Americana de 2019
  - Equipes qualificadas para as vagas 1 a 5 da Argentina e do Brasil
  - Equipes qualificadas para as vagas 1 e 2 de todas as outras associações.
- Segunda fase: 13 equipes
  - Equipes qualificadas para as vagas 6 e 7 do Brasil
  - Equipe que qualificou para a vaga 6 da Argentina
  - Equipes qualificadas para as vagas 3 e 4 do Chile e Colômbia
  - Equipes qualificadas para a vaga 3 de todas as outras associações.
- Primeira fase: 6 equipes
  - Equipes que se qualificaram para a vaga 4 da Bolívia, Equador, Paraguai, Peru, Uruguai e Venezuela

| Associação                                     | Equipe                  | Classificação                                         | Fase           |
| ---------------------------------------------- | ----------------------- | ----------------------------------------------------- | -------------- |
| Argentina · (6 vagas)                          | Racing                  | Campeão da Superliga Argentina de 2018–19             | Fase de grupos |
| Argentina · (6 vagas)                          | Defensa y Justicia      | Vice-campeão da Superliga Argentina de 2018–19        | Fase de grupos |
| Argentina · (6 vagas)                          | River Plate             | Campeão da Copa da Argentina de 2018–19               | Fase de grupos |
| Argentina · (6 vagas)                          | Tigre                   | Campeão da Copa da Superliga Argentina de 2019        | Fase de grupos |
| Argentina · (6 vagas)                          | Boca Juniors            | 3º colocado da Superliga Argentina de 2018–19         | Fase de grupos |
| Argentina · (6 vagas)                          | Atlético Tucumán        | 5º colocado da Superliga Argentina de 2018–19         | Segunda fase   |
| Bolívia · (4 vagas)                            | Bolívar                 | Campeão do Torneio Apertura de 2019                   | Fase de grupos |
| Bolívia · (4 vagas)                            | Jorge Wilstermann       | Campeão do Torneio Clausura de 2019                   | Fase de grupos |
| Bolívia · (4 vagas)                            | The Strongest           | Melhor pontuação na temporada de 2019                 | Segunda fase   |
| Bolívia · (4 vagas)                            | San José                | 2º melhor pontuação na temporada de 2019              | Primeira fase  |
| Brasil (7 vagas + atual campeão)               | Flamengo                | Campeão da Copa Libertadores de 2019                  | Fase de grupos |
| Brasil (7 vagas + atual campeão)               | Athletico Paranaense    | Campeão da Copa do Brasil de 2019                     | Fase de grupos |
| Brasil (7 vagas + atual campeão)               | Santos                  | Vice-campeão do Campeonato Brasileiro Série A de 2019 | Fase de grupos |
| Brasil (7 vagas + atual campeão)               | Palmeiras               | 3º colocado do Campeonato Brasileiro Série A de 2019  | Fase de grupos |
| Brasil (7 vagas + atual campeão)               | Grêmio                  | 4º colocado do Campeonato Brasileiro Série A de 2019  | Fase de grupos |
| Brasil (7 vagas + atual campeão)               | São Paulo               | 6º colocado do Campeonato Brasileiro Série A de 2019  | Fase de grupos |
| Brasil (7 vagas + atual campeão)               | Internacional           | 7º colocado do Campeonato Brasileiro Série A de 2019  | Segunda fase   |
| Brasil (7 vagas + atual campeão)               | Corinthians             | 8° colocado do Campeonato Brasileiro Série A de 2019  | Segunda fase   |
| Chile · (4 vagas)                              | Universidad Católica    | Campeão do Campeonato Chileno de 2019                 | Fase de grupos |
| Chile · (4 vagas)                              | Colo-Colo               | Vice-campeão do Campeonato Chileno de 2019            | Fase de grupos |
| Chile · (4 vagas)                              | Palestino               | 3º colocado do Campeonato Chileno de 2019             | Segunda fase   |
| Chile · (4 vagas)                              | Universidad de Chile    | Vice-campeão da Copa do Chile de 2019                 | Segunda fase   |
| Colômbia · (4 vagas)                           | Junior de Barranquilla  | Campeão do Torneio Apertura de 2019                   | Fase de grupos |
| Colômbia · (4 vagas)                           | América de Cali         | Campeão do Torneio Finalización de 2019               | Fase de grupos |
| Colômbia · (4 vagas)                           | Deportes Tolima         | Melhor pontuação na temporada de 2019                 | Segunda fase   |
| Colômbia · (4 vagas)                           | Independiente Medellín  | Campeão da Copa da Colômbia de 2019                   | Segunda fase   |
| Equador · (4 vagas + campeão da Sul-Americana) | Independiente del Valle | Campeão da Copa Sul-Americana de 2019                 | Fase de grupos |
| Equador · (4 vagas + campeão da Sul-Americana) | Delfín                  | Campeão do Campeonato Equatoriano de 2019             | Fase de grupos |
| Equador · (4 vagas + campeão da Sul-Americana) | LDU Quito               | Vice-campeão do Campeonato Equatoriano de 2019        | Fase de grupos |
| Equador · (4 vagas + campeão da Sul-Americana) | Macará                  | Melhor pontuação na temporada de 2019                 | Segunda fase   |
| Equador · (4 vagas + campeão da Sul-Americana) | Barcelona de Guayaquil  | 2ª melhor pontuação na temporada de 2019              | Primeira fase  |
| Paraguai · (4 vagas)                           | Olimpia                 | Campeão dos Torneios Apertura e Clausura de 2019      | Fase de grupos |
| Paraguai · (4 vagas)                           | Libertad                | Melhor pontuação na temporada de 2019                 | Fase de grupos |
| Paraguai · (4 vagas)                           | Cerro Porteño           | 2ª melhor pontuação na temporada de 2019              | Segunda fase   |
| Paraguai · (4 vagas)                           | Guaraní                 | 3ª melhor pontuação na temporada de 2019              | Primeira fase  |
| Peru · (4 vagas)                               | Binacional              | Campeão do Campeonato Peruano de 2019                 | Fase de grupos |
| Peru · (4 vagas)                               | Alianza Lima            | Vice-campeão do Campeonato Peruano de 2019            | Fase de grupos |
| Peru · (4 vagas)                               | Sporting Cristal        | 3º colocado do Campeonato Peruano de 2019             | Segunda fase   |
| Peru · (4 vagas)                               | Universitario           | Melhor pontuação na temporada de 2019                 | Primeira fase  |
| Uruguai · (4 vagas)                            | Nacional                | Campeão do Campeonato Uruguaio de 2019                | Fase de grupos |
| Uruguai · (4 vagas)                            | Peñarol                 | Vice-campeão do Campeonato Uruguaio de 2019           | Fase de grupos |
| Uruguai · (4 vagas)                            | Cerro Largo             | Melhor pontuação na temporada de 2019                 | Segunda fase   |
| Uruguai · (4 vagas)                            | Progreso                | 2ª melhor pontuação na temporada de 2019              | Primeira fase  |
| Venezuela · (4 vagas)                          | Caracas                 | Campeão do Campeonato Venezuelano de 2019             | Fase de grupos |
| Venezuela · (4 vagas)                          | Estudiantes de Mérida   | Vice-campeão do Campeonato Venezuelano de 2019        | Fase de grupos |
| Venezuela · (4 vagas)                          | Deportivo Táchira       | Melhor pontuação na temporada de 2019                 | Segunda fase   |
| Venezuela · (4 vagas)                          | Carabobo                | 2ª melhor pontuação na temporada de 2019              | Primeira fase  |

## Calendário

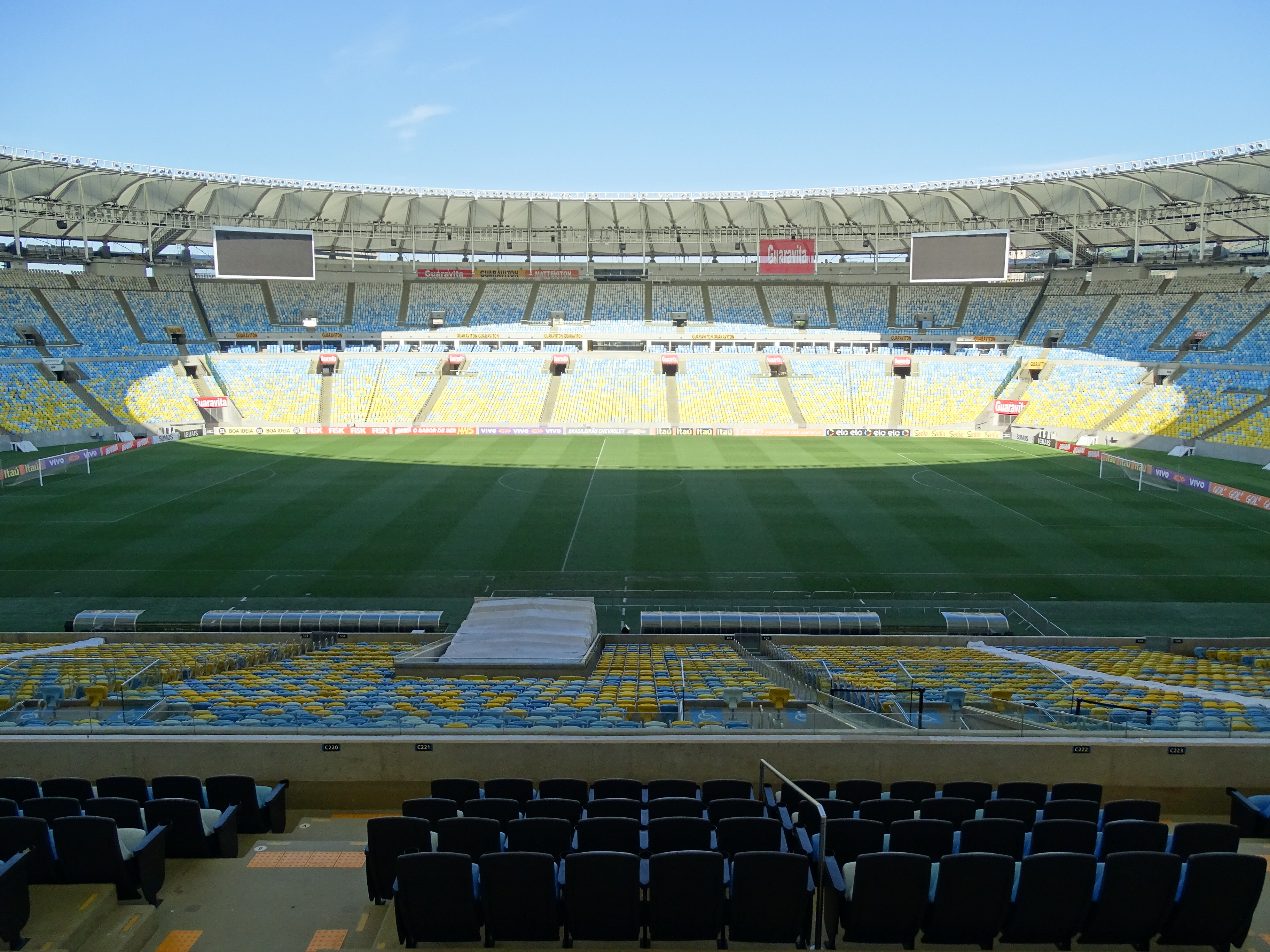
O Estádio do Maracanã, na cidade do Rio de Janeiro, no Brasil, sediou a final da competição.

O calendário de cada fase foi divulgado em 13 de junho de 2019.
| Fase             | Data de sorteio                                          | Ida | Volta |
| ---------------- | -------------------------------------------------------- | --- | --- |
| Primeira fase    | 17 de dezembro de 2019                                   | 21–23 de janeiro de 2020 | 28–30 de janeiro de 2020 |
| Segunda fase     | 17 de dezembro de 2019                                   | 4–6 de fevereiro de 2020 | 11–13 de fevereiro de 2020 |
| Terceira fase    | 17 de dezembro de 2019                                   | 18–20 de fevereiro de 2020 | 25–27 de fevereiro de 2020 |
| Fase de grupos   | 17 de dezembro de 2019                                   | 1ª rodada: 3–5 de março de 2020 2ª rodada: 10–12 de março de 2020 3ª rodada: 15–17 de setembro de 2020 (originalmente 17–19 de março de 2020) 4ª rodada: 22–24 de setembro de 2020 (originalmente 7–9 de abril de 2020) 5ª rodada: 29 de setembro – 1 de outubro de 2020 (originalmente 21–23 de abril de 2020) 6ª rodada: 20–22 de outubro de 2020 (originalmente 5–7 de maio de 2020) | 1ª rodada: 3–5 de março de 2020 2ª rodada: 10–12 de março de 2020 3ª rodada: 15–17 de setembro de 2020 (originalmente 17–19 de março de 2020) 4ª rodada: 22–24 de setembro de 2020 (originalmente 7–9 de abril de 2020) 5ª rodada: 29 de setembro – 1 de outubro de 2020 (originalmente 21–23 de abril de 2020) 6ª rodada: 20–22 de outubro de 2020 (originalmente 5–7 de maio de 2020) |
| Oitavas de final | 23 de outubro de 2020 (originalmente 13 de maio de 2020) | 24–26 de novembro de 2020 (originalmente 21–23 de julho de 2020) | 1–3 de dezembro de 2020 (originalmente 28–30 de julho de 2020) |
| Quartas de final | 23 de outubro de 2020 (originalmente 13 de maio de 2020) | 8–10 de dezembro de 2020 (originalmente 18–20 de agosto de 2020) | 15–17 de dezembro de 2020 (originalmente 25–27 de agosto de 2020) |
| Semifinais       | 23 de outubro de 2020 (originalmente 13 de maio de 2020) | 5–7 de janeiro de 2021 (originalmente 22–24 de setembro de 2020) | 12–14 de janeiro de 2021 (originalmente 29 de setembro – 1 de outubro de 2020) |
| Final            | 23 de outubro de 2020 (originalmente 13 de maio de 2020) | 30 de janeiro de 2021 (originalmente 21 de novembro de 2020) Estádio do Maracanã, no Rio de Janeiro | 30 de janeiro de 2021 (originalmente 21 de novembro de 2020) Estádio do Maracanã, no Rio de Janeiro |

Por conta da pandemia de coronavírus, a competição foi suspensa após a conclusão da segunda rodada da fase de grupos, inicialmente até 21 de março e posteriormente estendida até 5 de maio. Em 17 de abril, a CONMEBOL anunciou a suspensão da competição por tempo indefinido. Em 10 de julho, a CONMEBOL anunciou o novo calendário para o restante da competição.

## Sorteio
O sorteio das fases preliminares e da fase de grupos foi realizado em 17 de dezembro de 2019, no Centro de Convenções da CONMEBOL em Luque, no Paraguai. Nesse mesmo dia a primeira fase da Copa Sul-Americana de 2020 também foi sorteada.
|                | Pote 1 | Pote 1 | Pote 2 | Pote 2 |
| -------------- | --- | --- | --- | --- |
| Primeira fase  | - Barcelona de Guayaquil (23) - Guaraní (34) - Universitario (43) | - Barcelona de Guayaquil (23) - Guaraní (34) - Universitario (43) | - San José (79)[a] - Progreso (132) - Carabobo (147) | - San José (79)[a] - Progreso (132) - Carabobo (147) |
|                | Pote 1 | Pote 1 | Pote 2 | Pote 2 |
| Segunda fase   | - Cerro Porteño (11) - Internacional (16) - Corinthians (18) - Sporting Cristal (31) - Atlético Tucumán (50) - Deportivo Táchira (51) - Deportes Tolima (58) - Palestino (66) | - Cerro Porteño (11) - Internacional (16) - Corinthians (18) - Sporting Cristal (31) - Atlético Tucumán (50) - Deportivo Táchira (51) - Deportes Tolima (58) - Palestino (66) | - Universidad de Chile (25)[a] - The Strongest (26)[a] - Independiente Medellín (68) - Macará (170) - Cerro Largo (207) - Vencedor primeira fase 1 - Vencedor primeira fase 2 - Vencedor primeira fase 3 | - Universidad de Chile (25)[a] - The Strongest (26)[a] - Independiente Medellín (68) - Macará (170) - Cerro Largo (207) - Vencedor primeira fase 1 - Vencedor primeira fase 2 - Vencedor primeira fase 3            |
|                | Pote 1 | Pote 2 | Pote 3 | Pote 4 |
| Fase de grupos | - Flamengo (8) (CL) - River Plate (1) - Boca Juniors (2) - Grêmio (3) - Nacional (4) - Peñarol (5) - Palmeiras (6) - Olimpia (10)                                             | - Independiente del Valle (35) (CS) - Santos (14) - São Paulo (17) - Libertad (19) - Colo-Colo (21) - Bolívar (24) - Racing (27) - Universidad Católica (29)                  | - LDU Quito (30) - América de Cali (36) - Athletico Paranaense (41) - Junior de Barranquilla (48) - Alianza Lima (54) - Caracas (72) - Delfín (82) - Tigre (93)                                          | - Jorge Wilstermann (43)[a] - Estudiantes de Mérida (113) - Binacional (140) - Defensa y Justicia (208) - Vencedor terceira fase 1 - Vencedor terceira fase 2 - Vencedor terceira fase 3 - Vencedor terceira fase 4 |

## Fases preliminares

### Primeira fase
A primeira fase foi disputada por seis equipes provenientes de Bolívia, Equador, Paraguai, Peru, Uruguai e Venezuela, em partidas eliminatórias de ida e volta. Em caso de empate no placar agregado, a regra do gol fora de casa seria considerada e, persistindo a igualdade, a vaga seria definida na disputa por pênaltis. Os confrontos desta fase foram definidos através de sorteio.
| Chave | Equipe 1 | Total | Equipe 2               | Ida | Volta |
| ----- | -------- | ----- | ---------------------- | --- | ----- |
| E1    | San José | 0–5   | Guaraní                | 0–1 | 0–4   |
| E2    | Carabobo | 1–2   | Universitario          | 1–1 | 0–1   |
| E3    | Progreso | 1–5   | Barcelona de Guayaquil | 0–2 | 1–3   |

### Segunda fase
A segunda fase foi disputada por 16 equipes, sendo 13 delas provenientes de Argentina, Bolívia, Brasil, Chile, Colômbia, Equador, Paraguai, Peru, Uruguai e Venezuela, mais os três vencedores da fase anterior, em partidas eliminatórias de ida e volta. Em caso de empate no placar agregado, a regra do gol fora de casa seria considerada e, persistindo a igualdade, a vaga seria definida na disputa por pênaltis. Os confrontos desta fase foram definidos através de sorteio.
| Chave | Equipe 1               | Total       | Equipe 2          | Ida | Volta |
| ----- | ---------------------- | ----------- | ----------------- | --- | ----- |
| C1    | Universitario          | 1–2         | Cerro Porteño     | 1–1 | 0–1   |
| C2    | Cerro Largo            | 2–6         | Palestino         | 1–1 | 1–5   |
| C3    | Independiente Medellín | 4–2         | Deportivo Táchira | 4–0 | 0–2   |
| C4    | Macará                 | 0–2         | Deportes Tolima   | 0–1 | 0–1   |
| C5    | Universidad de Chile   | 0–2         | Internacional     | 0–0 | 0–2   |
| C6    | The Strongest          | 2–2 (5–6 p) | Atlético Tucumán  | 2–0 | 0–2   |
| C7    | Guaraní                | 2–2 (gf)    | Corinthians       | 1–0 | 1–2   |
| C8    | Barcelona de Guayaquil | 5–2         | Sporting Cristal  | 4–0 | 1–2   |

### Terceira fase
A terceira fase será disputada pelas oito equipes vencedoras da fase anterior, em partidas eliminatórias de ida e volta. Em caso de empate no placar agregado, a regra do gol fora de casa será considerada e, persistindo a igualdade, a vaga será definida na disputa por pênaltis. Os vencedores de cada confronto se classificarão à fase de grupos.
| Chave | Equipe 1               | Total       | Equipe 2         | Ida | Volta |
| ----- | ---------------------- | ----------- | ---------------- | --- | ----- |
| G1    | Barcelona de Guayaquil | 5–0         | Cerro Porteño    | 1–0 | 4–0   |
| G2    | Palestino              | 1–3         | Guaraní          | 0–1 | 1–2   |
| G3    | Independiente Medellín | 1–1 (4–2 p) | Atlético Tucumán | 1–0 | 0–1   |
| G4    | Deportes Tolima        | 0–1         | Internacional    | 0–0 | 0–1   |

### Classificação à Copa Sul-Americana
As duas melhores equipes entre as derrotadas na terceira fase serão transferidas para a segunda fase da Copa Sul-Americana 2020. Apenas partidas disputadas na terceira fase serão contabilizadas para este ranking.
| Equipe           | Pts | J | V | E | D | GP | GC | SG | Qualificação       |
| ---------------- | --- | - | - | - | - | -- | -- | -- | ------------------ |
| Atlético Tucumán | 3   | 2 | 1 | 0 | 1 | 1  | 1  | 0  | Copa Sul-Americana |
| Deportes Tolima  | 1   | 2 | 0 | 1 | 1 | 0  | 1  | –1 | Copa Sul-Americana |
| Palestino        | 0   | 2 | 0 | 0 | 2 | 1  | 3  | –2 | Eliminados         |
| Cerro Porteño    | 0   | 2 | 0 | 0 | 2 | 0  | 5  | –5 | Eliminados         |

## Fase de grupos
Os vencedores e os segundos classificados de cada grupo avançarão para as oitavas de final, enquanto os terceiros colocados serão transferidos para a Copa Sul-Americana de 2020.
| Legenda | Legenda                                                   |
| ------- | --------------------------------------------------------- |
|         | Classificados à fase final                                |
|         | Transferidos à segunda fase da Copa Sul-Americana de 2020 |
|         | Eliminados                                                |

### Grupo A
| Pos | Equipe                  | Pts | J | V | E | D | GP | GC | SG | Classificado               |  | FLA | IDV | JUN | BAR |
| --- | ----------------------- | --- | - | - | - | - | -- | -- | -- | -------------------------- |  | --- | --- | --- | --- |
| 1   | Flamengo                | 15  | 6 | 5 | 0 | 1 | 14 | 8  | +6 | Fase final                 |  | —   | 4–0 | 3–1 | 3–0 |
| 2   | Independiente del Valle | 12  | 6 | 4 | 0 | 2 | 14 | 8  | +6 | Fase final                 |  | 5–0 | —   | 3–0 | 2–0 |
| 3   | Junior de Barranquilla  | 6   | 6 | 2 | 0 | 4 | 8  | 12 | −4 | Play-offs da Sul-Americana |  | 1–2 | 4–1 | —   | 0–2 |
| 4   | Barcelona de Guayaquil  | 3   | 6 | 1 | 0 | 5 | 4  | 12 | −8 |                            |  | 1–2 | 0–3 | 1–2 | —   |

### Grupo B
| Pos | Equipe    | Pts | J | V | E | D | GP | GC | SG  | Classificado               |  | PAL | GUA | BOL | TIG |
| --- | --------- | --- | - | - | - | - | -- | -- | --- | -------------------------- |  | --- | --- | --- | --- |
| 1   | Palmeiras | 16  | 6 | 5 | 1 | 0 | 17 | 2  | +15 | Fase final                 |  | —   | 3–1 | 5–0 | 5–0 |
| 2   | Guaraní   | 13  | 6 | 4 | 1 | 1 | 13 | 7  | +6  | Fase final                 |  | 0–0 | —   | 2–0 | 4–1 |
| 3   | Bolívar   | 4   | 6 | 1 | 1 | 4 | 6  | 13 | −7  | Play-offs da Sul-Americana |  | 1–2 | 2–3 | —   | 2–0 |
| 4   | Tigre     | 1   | 6 | 0 | 1 | 5 | 3  | 17 | −14 |                            |  | 0–2 | 1–3 | 1–1 | —   |

### Grupo C
| Pos | Equipe               | Pts | J | V | E | D | GP | GC | SG | Classificado               |  | JWI | ATP | PEN | COL |
| --- | -------------------- | --- | - | - | - | - | -- | -- | -- | -------------------------- |  | --- | --- | --- | --- |
| 1   | Jorge Wilstermann    | 10  | 6 | 3 | 1 | 2 | 8  | 5  | +3 | Fase final                 |  | —   | 2–3 | 3–1 | 2–0 |
| 2   | Athletico Paranaense | 10  | 6 | 3 | 1 | 2 | 8  | 6  | +2 | Fase final                 |  | 0–0 | —   | 1–0 | 2–0 |
| 3   | Peñarol              | 9   | 6 | 3 | 0 | 3 | 9  | 8  | +1 | Play-offs da Sul-Americana |  | 1–0 | 3–2 | —   | 3–0 |
| 4   | Colo-Colo            | 6   | 6 | 2 | 0 | 4 | 3  | 9  | −6 |                            |  | 0–1 | 1–0 | 2–1 | —   |

### Grupo D
| Pos | Equipe      | Pts | J | V | E | D | GP | GC | SG  | Classificado               |  | RIV | LDU | SPA | BIN |
| --- | ----------- | --- | - | - | - | - | -- | -- | --- | -------------------------- |  | --- | --- | --- | --- |
| 1   | River Plate | 13  | 6 | 4 | 1 | 1 | 21 | 6  | +15 | Fase final                 |  | —   | 3–0 | 2–1 | 8–0 |
| 2   | LDU Quito   | 12  | 6 | 4 | 0 | 2 | 12 | 8  | +4  | Fase final                 |  | 3–0 | —   | 4–2 | 4–0 |
| 3   | São Paulo   | 7   | 6 | 2 | 1 | 3 | 14 | 11 | +3  | Play-offs da Sul-Americana |  | 2–2 | 3–0 | —   | 5–1 |
| 4   | Binacional  | 3   | 6 | 1 | 0 | 5 | 3  | 25 | −22 |                            |  | 0–6 | 0–1 | 2–1 | —   |

### Grupo E
| Pos | Equipe               | Pts | J | V | E | D | GP | GC | SG | Classificado               |  | GRE | INT | UCA | AMC |
| --- | -------------------- | --- | - | - | - | - | -- | -- | -- | -------------------------- |  | --- | --- | --- | --- |
| 1   | Grêmio               | 11  | 6 | 3 | 2 | 1 | 6  | 3  | +3 | Fase final                 |  | —   | 0–0 | 2–0 | 1–1 |
| 2   | Internacional        | 8   | 6 | 2 | 2 | 2 | 8  | 6  | +2 | Fase final                 |  | 0–1 | —   | 3–0 | 4–3 |
| 3   | Universidad Católica | 7   | 6 | 2 | 1 | 3 | 5  | 8  | −3 | Play-offs da Sul-Americana |  | 2–0 | 2–1 | —   | 1–2 |
| 4   | América de Cali      | 6   | 6 | 1 | 3 | 2 | 6  | 8  | −2 |                            |  | 0–2 | 0–0 | 1–1 | —   |

### Grupo F
| Pos | Equipe                | Pts | J | V | E | D | GP | GC | SG | Classificado               |  | CNF | RAC | EDM | ALI |
| --- | --------------------- | --- | - | - | - | - | -- | -- | -- | -------------------------- |  | --- | --- | --- | --- |
| 1   | Nacional              | 15  | 6 | 5 | 0 | 1 | 9  | 3  | +6 | Fase final                 |  | —   | 1–2 | 1–0 | 2–0 |
| 2   | Racing                | 15  | 6 | 5 | 0 | 1 | 9  | 4  | +5 | Fase final                 |  | 0–1 | —   | 2–1 | 1–0 |
| 3   | Estudiantes de Mérida | 4   | 6 | 1 | 1 | 4 | 8  | 12 | −4 | Play-offs da Sul-Americana |  | 1–3 | 1–2 | —   | 3–2 |
| 4   | Alianza Lima          | 1   | 6 | 0 | 1 | 5 | 4  | 11 | −7 |                            |  | 0–1 | 0–2 | 2–2 | —   |

### Grupo G
| Pos | Equipe             | Pts | J | V | E | D | GP | GC | SG | Classificado               |  | SAN | DEL | DYJ | OLI |
| --- | ------------------ | --- | - | - | - | - | -- | -- | -- | -------------------------- |  | --- | --- | --- | --- |
| 1   | Santos             | 16  | 6 | 5 | 1 | 0 | 10 | 5  | +5 | Fase final                 |  | —   | 1–0 | 2–1 | 0–0 |
| 2   | Delfín             | 7   | 6 | 2 | 1 | 3 | 6  | 7  | −1 | Fase final                 |  | 1–2 | —   | 3–0 | 1–1 |
| 3   | Defensa y Justicia | 6   | 6 | 2 | 0 | 4 | 8  | 10 | −2 | Play-offs da Sul-Americana |  | 1–2 | 3–0 | —   | 2–1 |
| 4   | Olimpia            | 5   | 6 | 1 | 2 | 3 | 6  | 8  | −2 |                            |  | 2–3 | 0–1 | 2–1 | —   |

### Grupo H
| Pos | Equipe                 | Pts | J | V | E | D | GP | GC | SG | Classificado               |  | BOC | LIB | CAR | DIM |
| --- | ---------------------- | --- | - | - | - | - | -- | -- | -- | -------------------------- |  | --- | --- | --- | --- |
| 1   | Boca Juniors           | 14  | 6 | 4 | 2 | 0 | 10 | 1  | +9 | Fase final                 |  | —   | 0–0 | 3–0 | 3–0 |
| 2   | Libertad               | 7   | 6 | 2 | 1 | 3 | 8  | 11 | −3 | Fase final                 |  | 0–2 | —   | 3–2 | 2–4 |
| 3   | Caracas                | 7   | 6 | 2 | 1 | 3 | 8  | 12 | −4 | Play-offs da Sul-Americana |  | 1–1 | 2–1 | —   | 0–2 |
| 4   | Independiente Medellín | 6   | 6 | 2 | 0 | 4 | 9  | 11 | −2 |                            |  | 0–1 | 1–2 | 2–3 | —   |

## Fase final
Após a conclusão da fase de grupos, o sorteio que definiu o chaveamento das equipes classificadas a partir das oitavas de final até a final foi realizado em 23 de outubro no Centro de Convenções da CONMEBOL em Luque, no Paraguai.
As equipes que finalizaram em primeiro lugar na fase de grupos (pote 1 no sorteio) enfrentaram as equipes que finalizaram em segundo lugar (pote 2), podendo ser sorteadas equipes de um mesmo país ou que integraram o mesmo grupo na fase anterior. A pontuação obtida na fase de grupos serviu para a definição dos mandos de campo até a semifinal, com as equipes melhores posicionadas sempre realizando o jogo de volta como local (numerados de 1 a 16).
Equipes classificadas
| Nº | Primeiros dos grupos | Pts | SG  | Gr. |
| -- | -------------------- | --- | --- | --- |
| 1  | Palmeiras            | 16  | +15 | B   |
| 2  | Santos               | 16  | +5  | G   |
| 3  | Flamengo             | 15  | +6  | A   |
| 4  | Nacional             | 15  | +6  | F   |
| 5  | Boca Juniors         | 14  | +9  | H   |
| 6  | River Plate          | 13  | +15 | D   |
| 7  | Grêmio               | 11  | +3  | E   |
| 8  | Jorge Wilstermann    | 10  | +3  | C   |

| Nº | Segundos dos grupos     | Pts | SG | Gr. |
| -- | ----------------------- | --- | -- | --- |
| 9  | Racing                  | 15  | +5 | F   |
| 10 | Guaraní                 | 13  | +6 | B   |
| 11 | Independiente del Valle | 12  | +6 | A   |
| 12 | LDU Quito               | 12  | +4 | D   |
| 13 | Athletico Paranaense    | 10  | +2 | C   |
| 14 | Internacional           | 8   | +2 | E   |
| 15 | Delfín                  | 7   | –1 | G   |
| 16 | Libertad                | 7   | –3 | H   |

### Esquema
Os times que estão na parte superior do confronto possuem o mando de campo no primeiro jogo e em negrito os times classificados.
|  | Oitavas de final               | Oitavas de final               | Oitavas de final               | Oitavas de final               |   |             | Quartas de final   | Quartas de final   | Quartas de final   | Quartas de final   |  |              | Semifinais        | Semifinais        | Semifinais        | Semifinais        |           |   | Final         | Final         |
|  | 24 de novembro a 9 de dezembro | 24 de novembro a 9 de dezembro | 24 de novembro a 9 de dezembro | 24 de novembro a 9 de dezembro |   |             | 8 a 23 de dezembro | 8 a 23 de dezembro | 8 a 23 de dezembro | 8 a 23 de dezembro |  |              | 5 a 13 de janeiro | 5 a 13 de janeiro | 5 a 13 de janeiro | 5 a 13 de janeiro |           |   | 30 de janeiro | 30 de janeiro |
|  |                                |                                |                                |                                |   |             |                    |                    |                    |                    |  |              |                   |                   |                   |                   |           |   |               |               |
|  | Athletico Paranaense           | 1                              | 0                              | 1                              |   |             |                    |                    |                    |                    |  |              |                   |                   |                   |                   |           |   |               |               |
|  | River Plate                    | 1                              | 1                              | 2                              |   |             |                    |                    |                    |                    |  |              |                   |                   |                   |                   |           |   |               |               |
|  | River Plate                    | 1                              | 1                              | 2                              |   | River Plate | 2                  | 6                  | 8                  |                    |  |              |                   |                   |                   |                   |           |   |               |               |
|  |                                |                                |                                |                                |   | River Plate | 2                  | 6                  | 8                  |                    |  |              |                   |                   |                   |                   |           |   |               |               |
|  |                                | Nacional                       | 0                              | 2                              | 2 |             |                    |                    |                    |                    |  |              |                   |                   |                   |                   |           |   |               |               |
|  | Independiente del Valle        | Nacional                       | 0                              | 2                              | 2 | 0           | 0                  | 0 (2)              |                    |                    |  |              |                   |                   |                   |                   |           |   |               |               |
|  | Independiente del Valle        |                                |                                |                                |   | 0           | 0                  | 0 (2)              |                    |                    |  |              |                   |                   |                   |                   |           |   |               |               |
|  | Nacional (pen)                 | 0                              | 0                              | 0 (4)                          |   |             |                    |                    |                    |                    |  |              |                   |                   |                   |                   |           |   |               |               |
|  | Nacional (pen)                 | 0                              | 0                              | 0 (4)                          |   |             |                    |                    |                    |                    |  | River Plate  | 0                 | 2                 | 2                 |                   |           |   |               |               |
|  |                                |                                |                                |                                |   |             |                    |                    |                    |                    |  | River Plate  | 0                 | 2                 | 2                 |                   |           |   |               |               |
|  |                                | Palmeiras                      | 3                              | 0                              | 3 |             |                    |                    |                    |                    |  |              |                   |                   |                   |                   |           |   |               |               |
|  | Libertad                       | Palmeiras                      | 3                              | 0                              | 3 | 3           | 2                  | 5                  |                    |                    |  |              |                   |                   |                   |                   |           |   |               |               |
|  | Libertad                       |                                |                                |                                |   | 3           | 2                  | 5                  |                    |                    |  |              |                   |                   |                   |                   |           |   |               |               |
|  | Jorge Wilstermann              | 1                              | 0                              | 1                              |   |             |                    |                    |                    |                    |  |              |                   |                   |                   |                   |           |   |               |               |
|  | Jorge Wilstermann              | 1                              | 0                              | 1                              |   | Libertad    | 1                  | 0                  | 1                  |                    |  |              |                   |                   |                   |                   |           |   |               |               |
|  |                                |                                |                                |                                |   | Libertad    | 1                  | 0                  | 1                  |                    |  |              |                   |                   |                   |                   |           |   |               |               |
|  |                                | Palmeiras                      | 1                              | 3                              | 4 |             |                    |                    |                    |                    |  |              |                   |                   |                   |                   |           |   |               |               |
|  | Delfín                         | Palmeiras                      | 1                              | 3                              | 4 | 1           | 0                  | 1                  |                    |                    |  |              |                   |                   |                   |                   |           |   |               |               |
|  | Delfín                         |                                |                                |                                |   | 1           | 0                  | 1                  |                    |                    |  |              |                   |                   |                   |                   |           |   |               |               |
|  | Palmeiras                      | 3                              | 5                              | 8                              |   |             |                    |                    |                    |                    |  |              |                   |                   |                   |                   |           |   |               |               |
|  | Palmeiras                      | 3                              | 5                              | 8                              |   |             |                    |                    |                    |                    |  |              |                   |                   |                   |                   | Palmeiras | 1 |               |               |
|  |                                |                                |                                |                                |   |             |                    |                    |                    |                    |  |              |                   |                   |                   |                   |           | 1 |               |               |
|  |                                | Santos                         | 0                              |                                |   |             |                    |                    |                    |                    |  |              |                   |                   |                   |                   |           |   |               |               |
|  | Racing (pen)                   | Santos                         | 0                              | 1                              | 1 | 2 (5)       |                    |                    |                    |                    |  |              |                   |                   |                   |                   |           |   |               |               |
|  | Racing (pen)                   |                                |                                | 1                              | 1 | 2 (5)       |                    |                    |                    |                    |  |              |                   |                   |                   |                   |           |   |               |               |
|  | Flamengo                       | 1                              | 1                              | 2 (3)                          |   |             |                    |                    |                    |                    |  |              |                   |                   |                   |                   |           |   |               |               |
|  | Flamengo                       | 1                              | 1                              | 2 (3)                          |   | Racing      | 1                  | 0                  | 1                  |                    |  |              |                   |                   |                   |                   |           |   |               |               |
|  |                                |                                |                                |                                |   | Racing      | 1                  | 0                  | 1                  |                    |  |              |                   |                   |                   |                   |           |   |               |               |
|  |                                | Boca Juniors                   | 0                              | 2                              | 2 |             |                    |                    |                    |                    |  |              |                   |                   |                   |                   |           |   |               |               |
|  | Internacional                  | Boca Juniors                   | 0                              | 2                              | 2 | 0           | 1                  | 1 (4)              |                    |                    |  |              |                   |                   |                   |                   |           |   |               |               |
|  | Internacional                  |                                |                                |                                |   | 0           | 1                  | 1 (4)              |                    |                    |  |              |                   |                   |                   |                   |           |   |               |               |
|  | Boca Juniors (pen)             | 1                              | 0                              | 1 (5)                          |   |             |                    |                    |                    |                    |  |              |                   |                   |                   |                   |           |   |               |               |
|  | Boca Juniors (pen)             | 1                              | 0                              | 1 (5)                          |   |             |                    |                    |                    |                    |  | Boca Juniors | 0                 | 0                 | 0                 |                   |           |   |               |               |
|  |                                |                                |                                |                                |   |             |                    |                    |                    |                    |  | Boca Juniors | 0                 | 0                 | 0                 |                   |           |   |               |               |
|  |                                | Santos                         | 0                              | 3                              | 3 |             |                    |                    |                    |                    |  |              |                   |                   |                   |                   |           |   |               |               |
|  | Guaraní                        | Santos                         | 0                              | 3                              | 3 | 0           | 0                  | 0                  |                    |                    |  |              |                   |                   |                   |                   |           |   |               |               |
|  | Guaraní                        |                                |                                |                                |   | 0           | 0                  | 0                  |                    |                    |  |              |                   |                   |                   |                   |           |   |               |               |
|  | Grêmio                         | 2                              | 2                              | 4                              |   |             |                    |                    |                    |                    |  |              |                   |                   |                   |                   |           |   |               |               |
|  | Grêmio                         | 2                              | 2                              | 4                              |   | Grêmio      | 1                  | 1                  | 2                  |                    |  |              |                   |                   |                   |                   |           |   |               |               |
|  |                                |                                |                                |                                |   | Grêmio      | 1                  | 1                  | 2                  |                    |  |              |                   |                   |                   |                   |           |   |               |               |
|  |                                | Santos                         | 1                              | 4                              | 5 |             |                    |                    |                    |                    |  |              |                   |                   |                   |                   |           |   |               |               |
|  | LDU Quito                      | Santos                         | 1                              | 4                              | 5 | 1           | 1                  | 2                  |                    |                    |  |              |                   |                   |                   |                   |           |   |               |               |
|  | LDU Quito                      |                                |                                |                                |   | 1           | 1                  | 2                  |                    |                    |  |              |                   |                   |                   |                   |           |   |               |               |
|  | Santos (gf)                    | 2                              | 0                              | 2                              |   |             |                    |                    |                    |                    |  |              |                   |                   |                   |                   |           |   |               |               |

### Final
Nota: Equipe com melhor campanha na fase de grupos foi designada como equipe "mandante" para fins administrativos.
| 30 de janeiro de 2021 | Palmeiras         | 1 – 0     | Santos | Estádio do Maracanã, Rio de Janeiro             |
| 17:00 (UTC−3)         | Breno Lopes 90+9' | Relatório |        | Público: 2 500[b] Árbitro: ARG Patricio Loustau |

## Premiação
| Copa Libertadores da América de 2020 |
| Brasil                               |
| ------------------------------------ |
| PALMEIRAS Campeão (2º título)        |

## Estatísticas
| Jogador             | Equipe                 | Gols |
| ------------------- | ---------------------- | ---- |
| Fidel Martínez      | Barcelona de Guayaquil | 8    |
| Rafael Santos Borré | River Plate            | 7    |
| Eduardo Salvio      | Boca Juniors           | 6    |
| Julián Álvarez      | River Plate            | 5    |
| Kaio Jorge          | Santos                 | 5    |
| Luiz Adriano        | Palmeiras              | 5    |
| Rony                | Palmeiras              | 5    |

| Jogador           | Equipe                 | Assis. |
| ----------------- | ---------------------- | ------ |
| Matías Suárez     | River Plate            | 8      |
| Rony              | Palmeiras              | 8      |
| Gonzalo Montiel   | River Plate            | 6      |
| Damián Díaz       | Barcelona de Guayaquil | 5      |
| Emmanuel Martínez | Barcelona de Guayaquil | 5      |
| Iván Ramírez      | Libertad               | 4      |
| Rodney Redes      | Guaraní                | 4      |

### Hat-tricks
| Jogador             | Clube                  | Adversário              | Placar  | Data           | Ref.   |
| ------------------- | ---------------------- | ----------------------- | ------- | -------------- | ------ |
| Luiz Adriano        | Palmeiras              | Guaraní                 | 3–1 (C) | 10 de março    | [ 17 ] |
| Carmelo Valencia    | Junior de Barranquilla | Independiente del Valle | 4–1 (C) | 22 de setembro | [ 18 ] |
| Rafael Santos Borré | River Plate            | Nacional                | 6–2 (F) | 17 de dezembro | [ 19 ] |

## Classificação geral
Oficialmente a CONMEBOL não reconhece uma classificação geral de participantes na Copa Libertadores. A tabela a seguir classifica as equipes de acordo com a fase alcançada e considerando os critérios de desempate.
| Campeão                         |                         |    |    |    |   |   |    |    |     |
| 1                               | Palmeiras               | 32 | 13 | 10 | 2 | 1 | 33 | 6  | +27 |
| Vice-campeão                    |                         |    |    |    |   |   |    |    |     |
| 2                               | Santos                  | 27 | 13 | 8  | 3 | 2 | 20 | 10 | +10 |
| Eliminados nas semifinais       |                         |    |    |    |   |   |    |    |     |
| 3                               | River Plate             | 26 | 12 | 8  | 2 | 2 | 33 | 12 | +21 |
| 4                               | Boca Juniors            | 21 | 12 | 6  | 3 | 3 | 13 | 6  | +7  |
| Eliminados nas quartas de final |                         |    |    |    |   |   |    |    |     |
| 5                               | Racing                  | 20 | 10 | 6  | 2 | 2 | 12 | 8  | +4  |
| 6                               | Grêmio                  | 18 | 10 | 5  | 3 | 2 | 12 | 8  | +4  |
| 7                               | Nacional                | 17 | 10 | 5  | 2 | 3 | 11 | 11 | 0   |
| 8                               | Libertad                | 14 | 10 | 4  | 2 | 4 | 14 | 16 | –2  |
| Eliminados nas oitavas de final |                         |    |    |    |   |   |    |    |     |
| 9                               | Guaraní                 | 28 | 14 | 9  | 1 | 4 | 23 | 14 | +9  |
| 10                              | Internacional           | 19 | 12 | 5  | 4 | 3 | 12 | 7  | +5  |
| 11                              | Flamengo                | 17 | 8  | 5  | 2 | 1 | 16 | 10 | +6  |
| 12                              | LDU Quito               | 15 | 8  | 5  | 0 | 3 | 14 | 10 | +4  |
| 13                              | Independiente del Valle | 14 | 8  | 4  | 2 | 2 | 14 | 8  | +6  |
| 14                              | Athletico Paranaense    | 11 | 8  | 3  | 2 | 3 | 9  | 8  | +1  |
| 15                              | Jorge Wilstermann       | 10 | 8  | 3  | 1 | 4 | 9  | 10 | –1  |
| 16                              | Delfín                  | 7  | 8  | 2  | 1 | 5 | 7  | 15 | -8  |
| Eliminados na fase de grupos    |                         |    |    |    |   |   |    |    |     |
| 17                              | Barcelona de Guayaquil  | 18 | 12 | 6  | 0 | 6 | 19 | 15 | +4  |
| 18                              | Independiente Medellín  | 12 | 10 | 4  | 0 | 6 | 14 | 14 | 0   |
| 19                              | Peñarol                 | 9  | 6  | 3  | 0 | 3 | 9  | 8  | +1  |
| 20                              | São Paulo               | 7  | 6  | 2  | 1 | 3 | 14 | 11 | +3  |
| 21                              | Universidad Católica    | 7  | 6  | 2  | 1 | 3 | 6  | 9  | –3  |
| 22                              | Caracas                 | 7  | 6  | 2  | 1 | 3 | 8  | 12 | –4  |
| 23                              | Defensa y Justicia      | 6  | 6  | 2  | 0 | 4 | 8  | 10 | –2  |

| Eliminados na fase de grupos |                        |     |   |   |   |   |    |    |     |
| Pos                          | Times                  | Pts | J | V | E | D | GP | GC | SG  |
| 24                           | América de Cali        | 6   | 6 | 1 | 3 | 2 | 7  | 9  | –2  |
| 25                           | Junior de Barranquilla | 6   | 6 | 2 | 0 | 4 | 8  | 12 | –4  |
| 26                           | Colo-Colo              | 6   | 6 | 2 | 0 | 4 | 3  | 9  | –6  |
| 27                           | Olimpia                | 5   | 6 | 1 | 2 | 3 | 6  | 8  | –2  |
| 28                           | Estudiantes de Mérida  | 4   | 6 | 1 | 1 | 4 | 8  | 12 | –4  |
| 29                           | Bolívar                | 4   | 6 | 1 | 1 | 4 | 6  | 13 | –7  |
| 30                           | Binacional             | 3   | 6 | 1 | 0 | 5 | 3  | 25 | –22 |
| 31                           | Alianza Lima           | 1   | 6 | 0 | 1 | 5 | 4  | 11 | –7  |
| 32                           | Tigre                  | 1   | 6 | 0 | 1 | 5 | 3  | 17 | –14 |
| Eliminados na terceira fase  |                        |     |   |   |   |   |    |    |     |
| 33                           | Deportes Tolima        | 7   | 4 | 2 | 1 | 1 | 2  | 1  | +1  |
| 34                           | Atlético Tucumán       | 6   | 4 | 2 | 0 | 2 | 3  | 3  | 0   |
| 35                           | Palestino              | 4   | 4 | 1 | 1 | 2 | 7  | 5  | +2  |
| 36                           | Cerro Porteño          | 4   | 4 | 1 | 1 | 2 | 2  | 6  | –4  |
| Eliminados na segunda fase   |                        |     |   |   |   |   |    |    |     |
| 37                           | Universitario          | 5   | 4 | 1 | 2 | 1 | 3  | 3  | 0   |
| 38                           | The Strongest          | 3   | 2 | 1 | 0 | 1 | 2  | 2  | 0   |
| 39                           | Corinthians            | 3   | 2 | 1 | 0 | 1 | 2  | 2  | 0   |
| 40                           | Deportivo Táchira      | 3   | 2 | 1 | 0 | 1 | 2  | 4  | –2  |
| 41                           | Sporting Cristal       | 3   | 2 | 1 | 0 | 1 | 2  | 5  | –3  |
| 42                           | Universidad de Chile   | 1   | 2 | 0 | 1 | 1 | 0  | 2  | –2  |
| 43                           | Cerro Largo            | 1   | 2 | 0 | 1 | 1 | 2  | 6  | –4  |
| 44                           | Macará                 | 0   | 2 | 0 | 0 | 2 | 0  | 2  | –2  |
| Eliminados na primeira fase  |                        |     |   |   |   |   |    |    |     |
| 45                           | Carabobo               | 1   | 2 | 0 | 1 | 1 | 1  | 2  | –1  |
| 46                           | Progreso               | 0   | 2 | 0 | 0 | 2 | 1  | 5  | –4  |
| 47                           | San José               | 0   | 2 | 0 | 0 | 2 | 0  | 5  | –5  |

|  |                                                           |
|  | Classificado à Copa do Mundo de Clubes da FIFA de 2020    |
|  | Transferidos à segunda fase da Copa Sul-Americana de 2020 |

## Seleção da temporada
A seleção dos principais jogadores da competição foi anunciada pela CONMEBOL após o seu término:
| Posição          | Jogador          | Clube        |
| ---------------- | ---------------- | ------------ |
| Goleiro          | Weverton         | Palmeiras    |
| Lateral-direito  | Gonzalo Montiel  | River Plate  |
| Zagueiros        | Lucas Veríssimo  | Santos       |
| Zagueiros        | Gustavo Gómez    | Palmeiras    |
| Lateral-esquerdo | Matías Viña      | Palmeiras    |
| Volantes         | Gabriel Menino   | Palmeiras    |
| Volantes         | Yeferson Soteldo | Santos       |
| Meias            | Marinho          | Santos       |
| Meias            | Rony             | Palmeiras    |
| Atacantes        | Luiz Adriano     | Palmeiras    |
| Atacantes        | Carlos Tévez     | Boca Juniors |
| Craque           | Marinho          | Santos       |